# 善美的超市

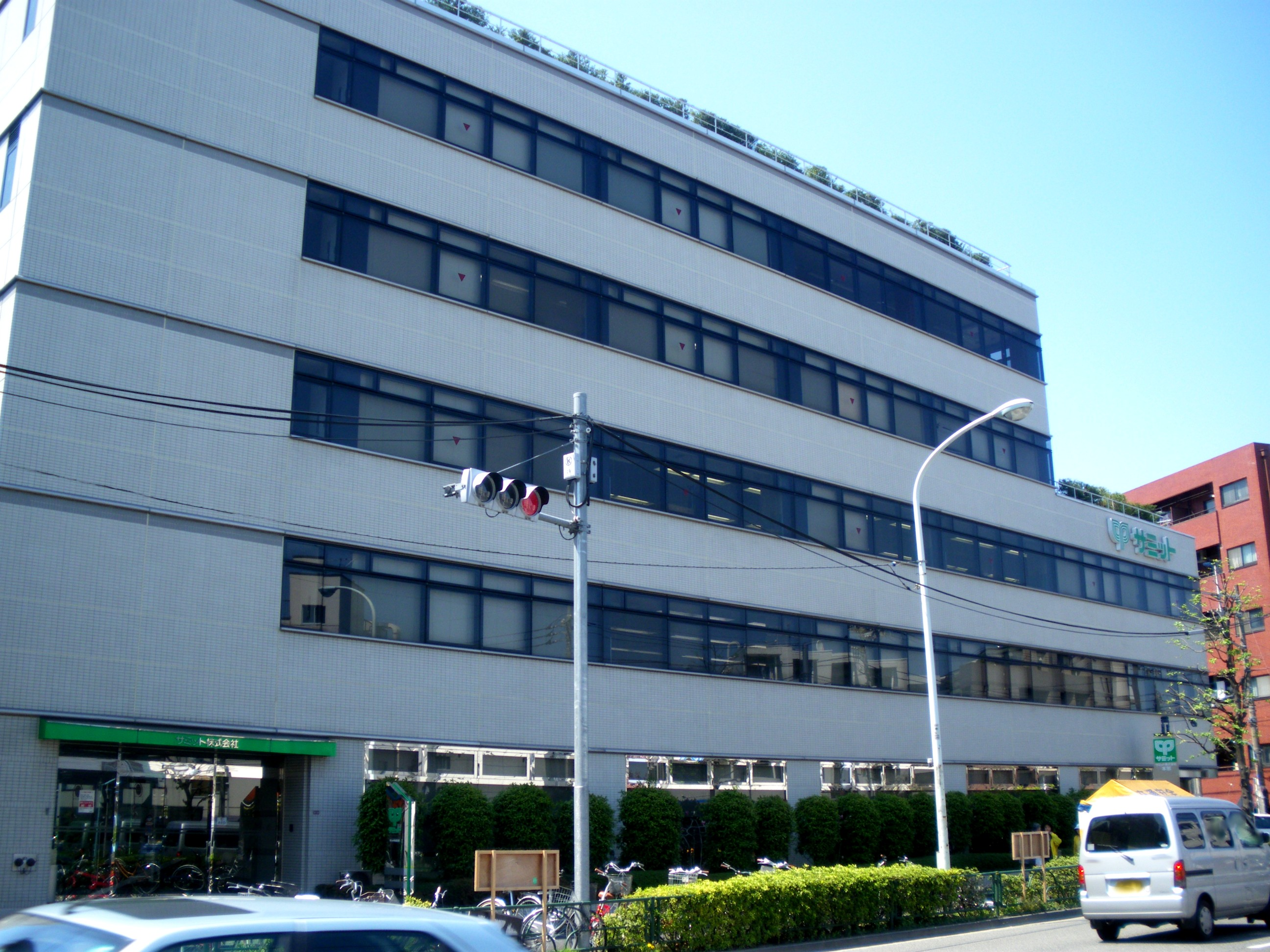
總公司(東京都杉並區)

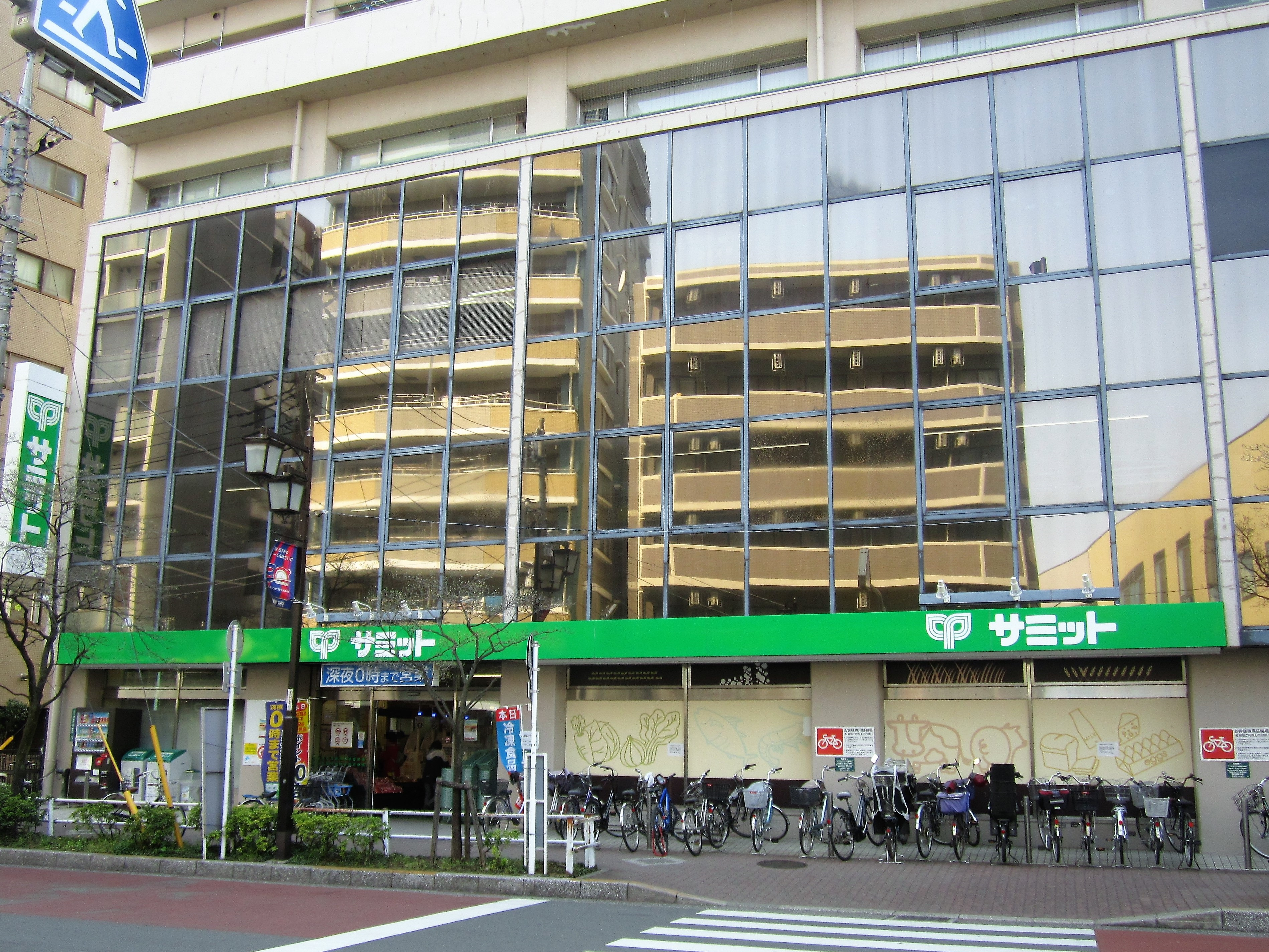
東府中門市(東京都府中市)

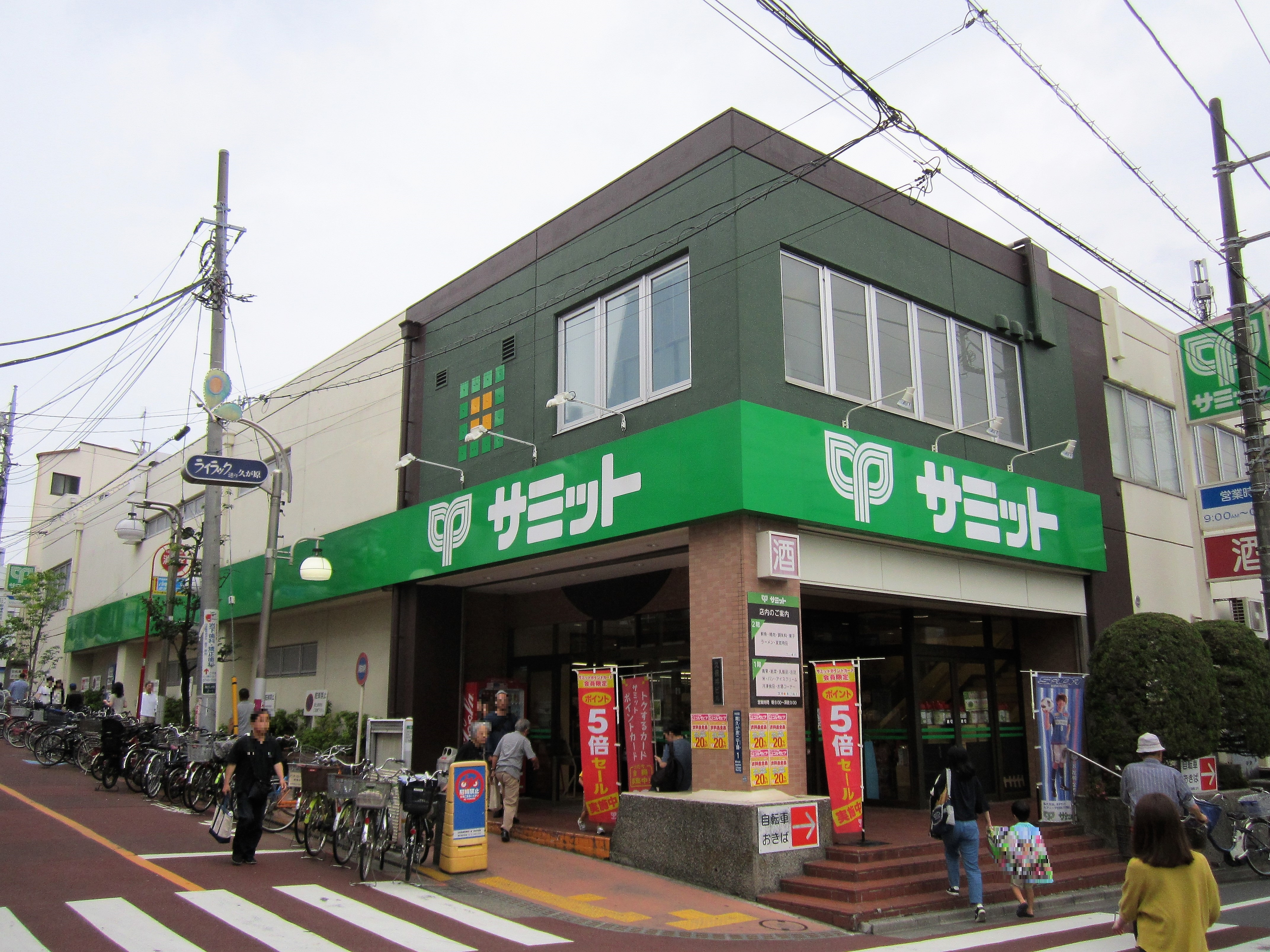
南久原生鮮食品門市(東京都南久原市)

善美的超市（英語：SUMMIT INC），是日本一家連鎖超級市場。1963年成立。

## 歷史沿革
- 1962年（昭和37年），住友商事與美國大型超級市場喜互惠進行技術合作。
- 1963年（昭和38年），京浜商會成立。
- 1967年（昭和42年）4月，更名善美的超市商店。
- 1976年（昭和51年），企業識別系統導入。
- 1978年（昭和53年），顧客會員制度導入。
- 1987年（昭和62年）8月，書店專營店門市成立；同時海外經營技術輸出。
- 1988年（昭和63年），更名善美的超市。
- 1989年（平成元年），子事業善美的雜貨店設立。
- 1995年（平成七年），門市深夜營業制度（隔日0時30分收店）導入。
- 2006年（平成18年），日本超級市場公會加盟；同時開設新型態購物中心門市（Green Mark City）。

## 關聯條目
- 全聯福利中心：1995年善美的超市於台灣與永琦百貨成立善美得國際股份有限公司，2006年7月善美得國際併入全聯福利中心。

## 外部連結
- 善美的超市（页面存档备份，存于）